# Sponzor

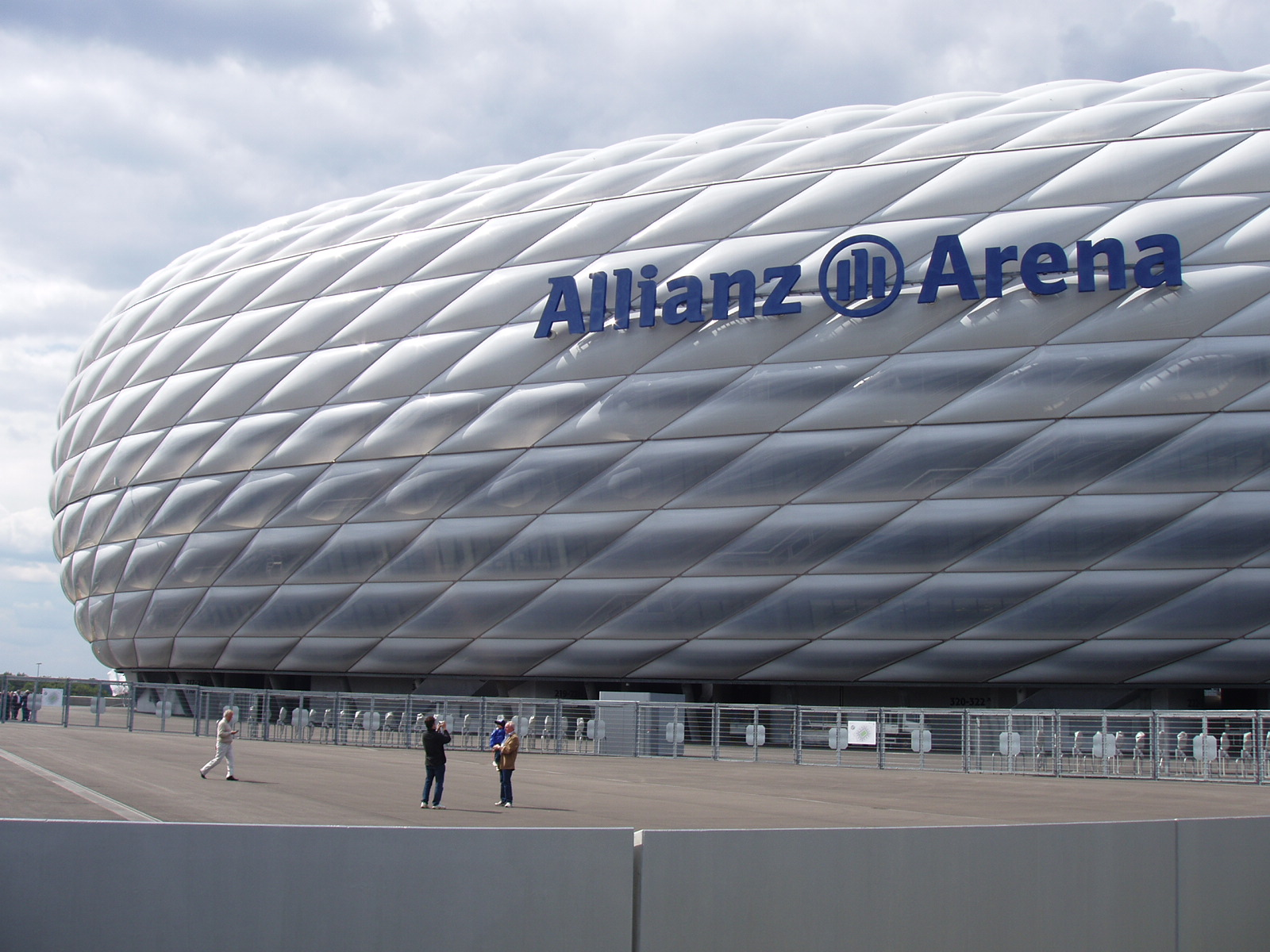
Logo pojišťovny Allianz na boku budovy fotbalového stadionu Allianz Arena v Mnichově, kterého je sponzorem

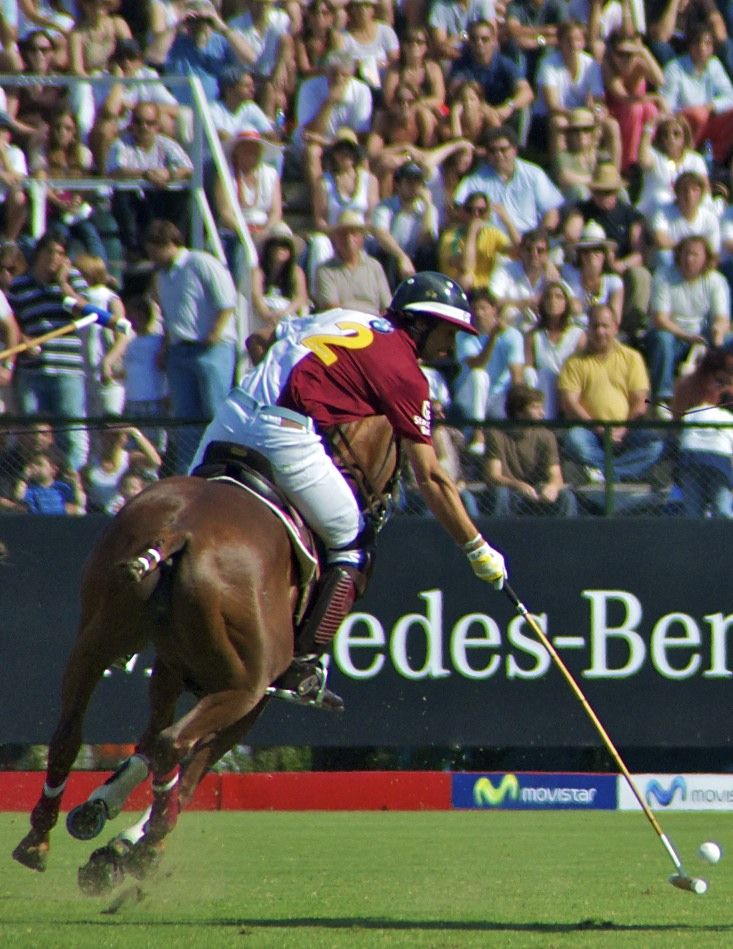
Sponzorství z automobilky v jezdeckém sportu

Sponzoring (sponzorování) je podpora převážně neziskové akce, osoby nebo organizace formou finančního příspěvku případně nefinanční podpory. Sponzor je někdy považován za synonymum mecenáše, na rozdíl od něho ale klade sponzorství v současnosti velký důraz na marketingový přínos pro sponzora, především pokud jde o jeho zviditelnění. Proto jde často o investování finančních či jiných prostředků do činností, jejichž potenciál lze podnikatelsky využít.

## Sponzoring jako mediální komunikace
Sponzoring je prostředek tematické komunikace, sponzor (podnik) pomáhá sponzorovanému realizovat jeho činnost (akci), skrz kterou následně sponzorovaný zpětně poskytuje pomoc sponzorovi uskutečňovat jeho komunikační cíle. Dobře organizovaný sponzoring přináší organizaci poskytující prostředky značné výhody: zvyšuje účinnost komunikace, posiluje loajalitu zákazníků, působí na emoce a dokáže jasně zacílit na vytyčenou cílovou skupinu.
Sponzorské sdělení je zpravidla velmi prosté a je orientované na firmu či její produkt. Účinnost sponzorství je tak ovlivněna zveřejněním. Tedy množstvím styků zákazníků se značkou. V dané situaci se stimuluje paměť účastníků sponzorovaných událostí jednou z následujících možností. Prostřednictvím propojení si značky s danou akcí (epizodická paměť) či dlouhodobého působení účinku značky (sémantická paměť).

## Oblasti sponzoringu
Sponzorovány jsou nejvíce oblasti sportu, vědy, výzkumu a vzdělávání, kultury, charitativní a jiné společenské aktivity. Sport přitom v současnosti vede. Významné sportovní události nesou často jméno sponzora přímo ve svém názvu, nebo mají více či méně partnerů.
Specifickou oblastí je sponzoring politických stran, u něhož hrozí, že bude spojen s korupčním jednáním, kterému se čelí větší transparentností. Strany jsou různými předpisy nuceny zveřejňovat výši sponzorských darů a totožnost dárců. V České republice jde o zákon o sdružování v politických stranách a v politických hnutích (č. 424/1991 Sb.).
Sponzorství není jen záležitostí obchodních společností. Na sponzoringu se mohou podílet i nadace a fondy či významné osobnosti, v jejichž případě už ale často přechází do sféry mecenášství. Sponzorské dary je ale možné užívat jako prostředek k snižování daní, v České republice jsou odpočitatelnou položkou ze základu daně. Existují i přímé odpisy části daní na příslušný účel, např. v Maďarsku či na Slovensku.

## Sponzoring v televizi
Při prezentaci sponzora hrají roli média, která zvyšují dopad. Proto jsou často sponzorovány přímo televizní pořady.
Pravidla pro sponzoring v televizi určuje v České republice zákon o provozování rozhlasového a televizního vysílání (č. 231/2001 Sb.). Zakazuje mj. sponzorování zpravodajství a publicistiky nebo hodnocení vlastností výrobku ve sponzorském vzkazu. Je také zakázán přímý vliv sponzora na obsah pořadu.
Formy prezentace sponzora v televizi zahrnují sponzorské vzkazy, zobrazení loga na obrazovce (tzv. injektáž), umístění loga ve studiu apod.

## Marketing a sponzoring

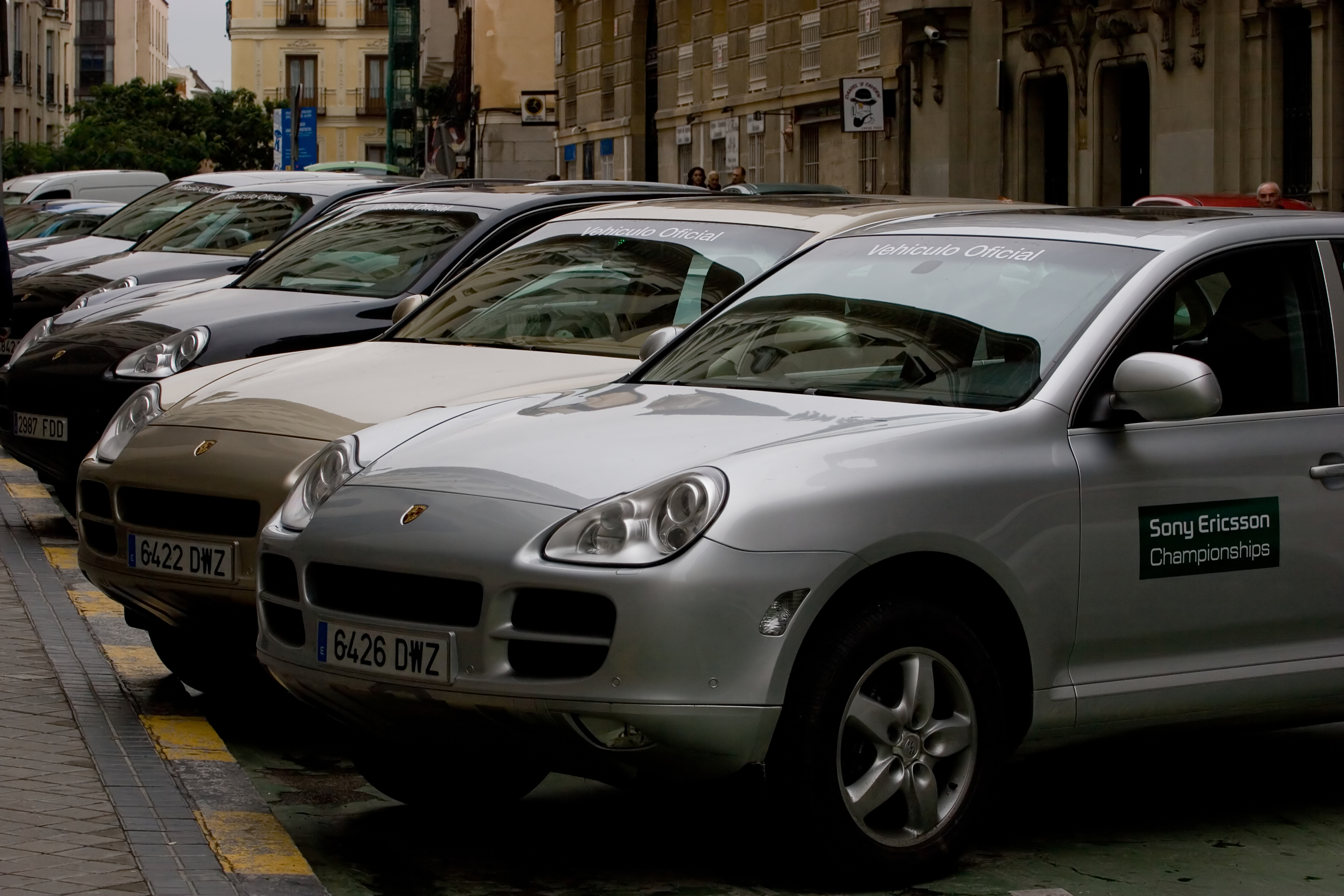
Sponzorské vozy Porsche zapůjčené sponzorem pořadatelům Turnaje mistryň v tenisu, který sám nese jméno sponzora: Sony Ericson Championships

Sponzoring není jedinou formou podpory značky či zboží. Na rozdíl od reklamy, která slouží hlavně k prezentaci vlastností výrobků či služeb, se hodí spíš na posilování známosti značky. Jako prostředek k rozšíření omezených možnosti k prezentaci vlastností výrobku se používá registrace sloganu, který vlastnost obsahuje, jako obchodní značky.
Formy prezentace společnosti jsou různé podle povahy sponzorovaného objektu a podle místních zvyklostí. V českém prostředí se například ve sportu prosadil systém pojmenování sportovních klubů podle sponzorů, který je v západní Evropě neobvyklý u fotbalu, zcela výjimečný ve Spojených státech; naopak je běžný také např. v Japonsku, ale i v Evropě v cyklistice). Ze zahraničí naopak dodatečně do České republiky přišel způsob začleňování jména sponzora do názvu sponzorované akce nebo do názvu sportovního stadionu.

## Společenské aspekty sponzoringu
Sponzoring je ve srovnání s reklamou vnímán veřejností pozitivněji. Obchodní společnosti spoluvytvářejí svůj obraz podle toho, jaké oblasti společenského života věnují své prostředky.

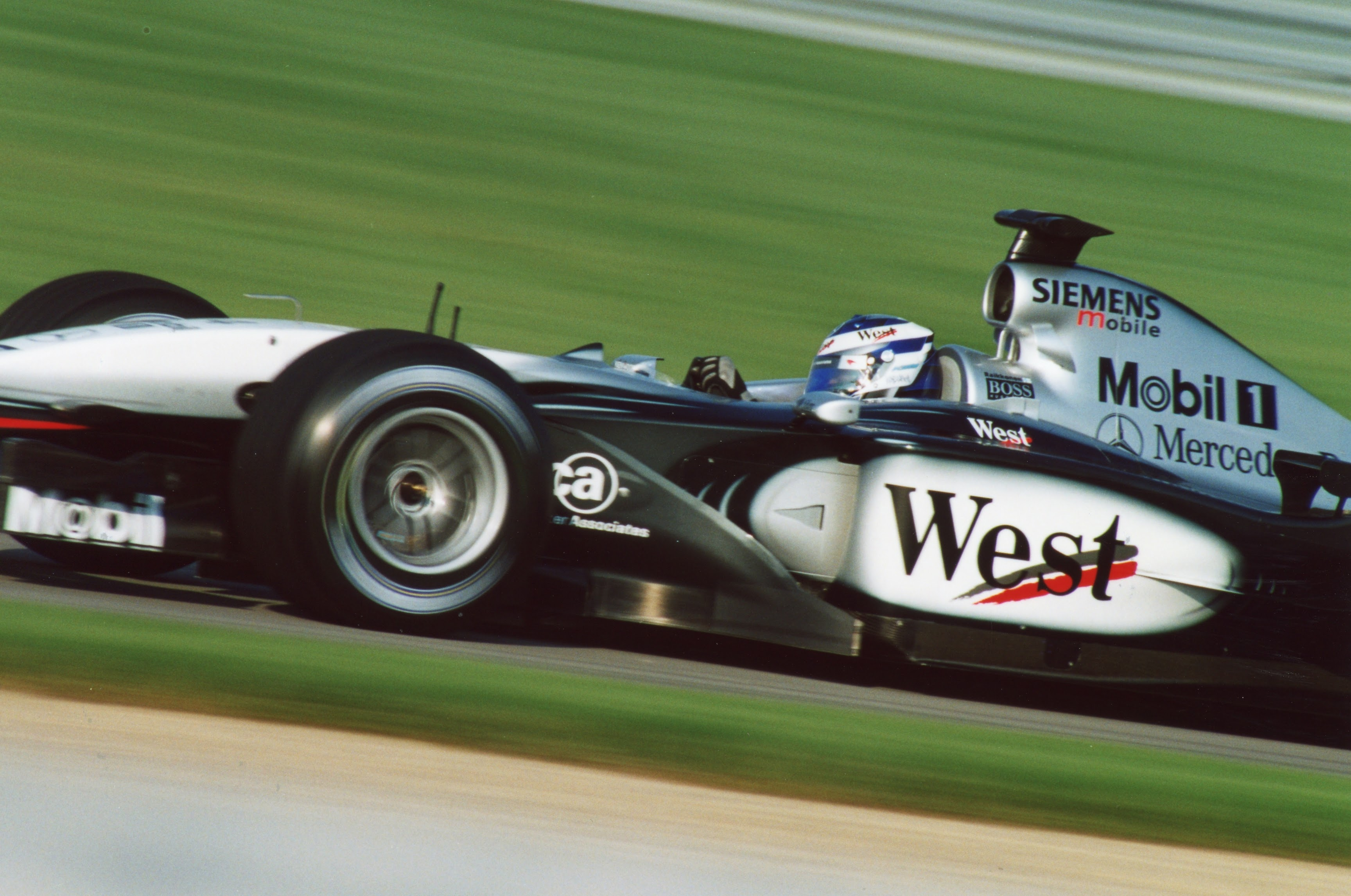
Barvy a logo sponzora na vozu formule 1, sponzorovaném tabákovou společností

Sponzoring na druhou stranu může působit i škodlivě, podobně jako reklama. Kvůli tomu dochází k postupnému omezování sponzoringu tabákovými společnostmi. Od roku 2005 je v platnosti evropská směrnice o zákazu tabákové reklamy a sponzorování mezinárodních akcí tabákovými společnostmi. Česká republika byla právě za volnější přístup k sponzoringu tabákovými společnostmi Evropskou unií kritizována. Podobně kontroverzně je přijímán i sponzoring výrobci alkoholu.